# Arremedilho
Arremedilho é um antigo gênero de teatro baseado em imitações, comumente de figuras públicas. É uma actividade jogralesca medieval de difícil definição devido à falta de elementos documentais no espaço português. De facto, o único documento existente é uma carta de doação, datada de Agosto de 1193, do D. Sancho I e sua mulher de uma propriedade, na freguesia de Canelas (Peso da Régua) ou também conhecida por Canelas do Douro, aos irmãos Bonamis e Acompaniado como pagamento de um arremedilho que estes representaram na corte. A doação seria confirmada mais tarde (14 de Janeiro de 1220) pelo rei D. Afonso II a Bonamis e aos herdeiros de Acompaniado.
O documento, tal como transcrito por Sousa Viterbo, no seu Elucidário, diz o seguinte: "Nos mimi supranominati debemus Domino nostro Regi, pro roborationiunum arremedilum". Tanto bastou para que vários autores, desde Teófilo Braga, ainda no século XIX, a Luiz Francisco Rebello, aqui encontrassem a origem do teatro português pré-vicentino. Rebello define mesmo o arremedilho como "a célula originária do teatro português" (p. 25).
Mais recentemente, Luciana Stegagno Picchio e Cardoso Bernardes vieram contrariar esta posição. Este último estudioso remata a questão da seguinte forma: "(...) o arremedilho, enquanto tal, está longe de constituir um antecedente directo do teatro de Gil Vicente. Faltam-lhe marcas de especificidade, em termos de forma e de conteúdo e falta-lhe, sobretudo, enquadramento histórico" (p. 70).